# Акулевское сельское поселение
Аку́левское се́льское поселе́ние (чув. Шемшер ял тăрăхĕ) — муниципальное образование в составе Чебоксарского района Чувашской Республики. Административный центр — деревня Шорчекасы. На территории поселения находятся 6 населённых пунктов — 1 село и 5 деревень.

## География
Поселение граничит: на севере — с землями Шинерпосинского сельского поселения, на востоке — с землями Атлашевского сельского поселения, на юге — с землями Цивильского муниципального района, на западе — с землями Абашевского сельского поселения. Земли поселения расположены в бассейне реки Рыкша.

## Состав поселения
На территории поселения находятся следующие населённые пункты:
| Название  | Тип населённого пункта          | Население |
| --------- | ------------------------------- | --------- |
| Шорчекасы | Деревня, административный центр | ↗711      |
| Акулево   | Село                            | ↘166      |
| Лагери    | Деревня                         | ↗112      |
| Сютпылых  | Деревня                         | ↘81       |
| Таушкасы  | Деревня                         | →109      |
| Шишкенеры | Деревня                         | ↗66       |

## Население
| 2010  | 2012  | 2013  | 2014  | 2015  | 2016  | 2017  |
| ----- | ----- | ----- | ----- | ----- | ----- | ----- |
| 1228  | ↘1185 | ↘1148 | ↗1156 | ↘1132 | ↘1106 | ↘1067 |
| 2018  | 2019  | 2020  | 2021  |       |       |       |
| ↗1075 | ↘1053 | ↘1024 | ↘1002 |       |       |       |

## Организации
На территории поселения расположено 15 предприятий производственной и непроизводственной сферы:
- Акулевская модельная библиотека;
- Акулевский ветеринарный пункт;
- Акулевский магазин универбазы;
- Акулевский сельский дом культуры;
- Акулевский ФАП;
- Акулевский храм Успения Пресвятой Богородицы;
- Акулевское отделение связи;
- Колхоз имени Свердлова;
- МДОУ «Журавушка»;
- МОУ «Акулевская ООШ»;
- ООО «Радуга»;
- Павильон «Надежда»;
- Сютпылыхский магазин райпо;
- Шорчекасинский магазин райпо;
- Шорчекасинский сельский клуб.